# Székely Ferenc (bankár)
Székely Ferenc, 1882-ig Schlesinger Ferenc (Alap, 1858. január 9. – Abbázia, 1936. április 11.) bankár, közgazdasági szakíró, udvari tanácsos, hitközségi vezető.

## Élete
Schlesinger Simon és Klein Pepi fia. Tanulmányait a székesfehérvári kereskedelmi akadémián végezte. 1882-ben a Magyar Országos Bank gyakornoka lett, majd az Osztrák Hitelintézet trieszti fiókjánál dolgozott. 1890-ben a Pesti Magyar Kereskedelmi Bank levelezési osztályának vezetője lett. 1892-től kezdve haláláig a Belvárosi Takarékpénztár Rt. vezérigazgatója, később elnöke volt. Az Angol–Magyar Bank Rt.-nek és a Pesti Lloyd Társulatnak alelnöke, a Révai Testvérek Irodalmi részvénytársaságnak elnöke volt. 1910-ben udvari tanácsosi címet kapott, majd megkapta a Ferenc József-rend középkeresztjét. Tanulmányai a Nemzetgazdasági Szemlében jelentek meg. Munkatársa volt a Borsszem Jankó című élclapnak, amelynek több népszerű alakját ő teremtette meg, többek között Mihaszna Andrást és Seiffensteiner Salamont. Élénken részt vett az izraelita felekezeti életben is. 1909-ben kezdeményezte az Országos Izraelita Patronage Egyesület létrehozását, amelyet fennállásától kezdve vezetett. Az 1910-es évek végén betöltötte a Pesti Izraelita Hitközség elnöki tisztségét, de élete végéig választmányának tagja és képviselőtestületének dísztagja maradt. 1915-től az Országos Rabbiképző Intézet vezérbizottságának tagja, 1927-től elnöke és megalakulásától az Izraelita Magyar Irodalmi Társulat pénztárnoka volt. Az első világháború előtt elindította a magyar zsidóság egységesítését célzó mozgalmat.
A Kozma utcai izraelita temetőben helyezték végső nyugalomra.

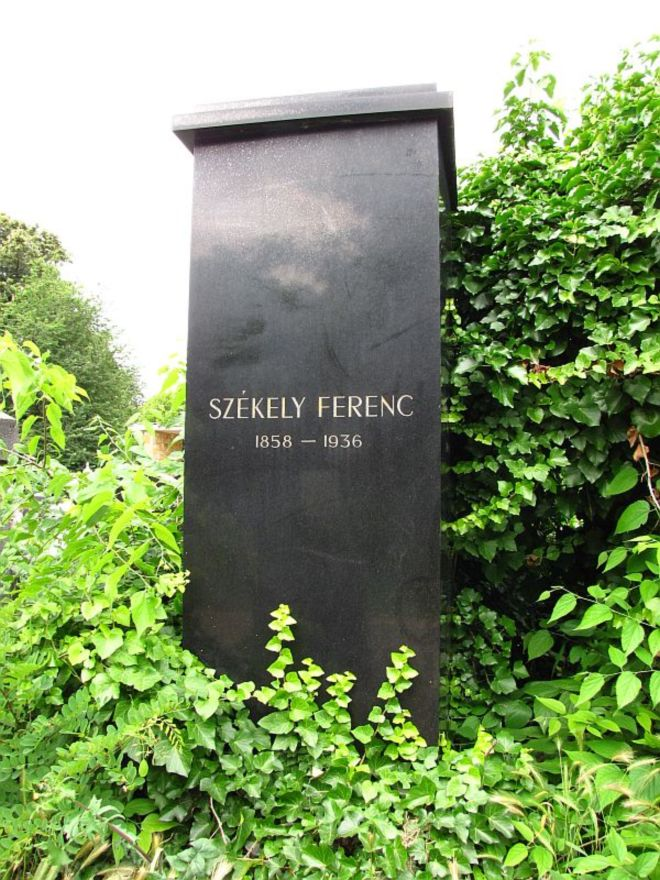
Sírja a Kozma utcai izraelita temetőben (5B-11-21).

## Főbb művei
- A vidéki pénzintézetek reformjáról (Budapest, 1889)
- Valutánk rendezése (Budapest, 1892)